# Gometz-la-Ville
Gometz-la-Ville település Franciaországban, Essonne megyében. Lakosainak száma 1512 fő (2022. január 1.). Gometz-la-Ville Gif-sur-Yvette, Briis-sous-Forges, Saint-Rémy-lès-Chevreuse, Gometz-le-Châtel, Janvry, Limours és Les Molières községekkel határos.

## Népesség
A település népességének változása:
| Lakosok száma | 1421 | 1468 | 1506 | 1483 | 1492 | 1502 | 1511 | 1506 | 1512 |
|               | 2013 | 2015 | 2016 | 2017 | 2018 | 2019 | 2020 | 2021 | 2022 |